# 松﨑玉美
松﨑玉美（まつざき たまみ、1990年7月20日 - ）は uppy - アッピー -創業者。2021年1月アップアンドハッピーへ社名を変更。
幼少期より家庭環境や発達障がいの特性による生きづらさを抱え場面緘黙症を経験。
度重なる自殺未遂、精神科の入退院を繰り返した。2018年起業。
起業を機に発達障がいADHD(注意欠如多動症)の診断を受ける。
発達障がい専門誌きらり。
へ当事者エッセイを連載(2019年4月～12月) 松崎玉美。専門学校卒業後、アルコール依存症、買い物依存症になり同じように苦しむ人の力になりたいと決意し試行錯誤の末心の病の完治に至る。
現在はその経験を元にご相談者さまへ新タイプの発達障がいや心の病をお持ちの方へ向けたカウンセリングをおこない障がいにより生きづらさを感じ苦しみ続けてきた悩みを改善する事業を展開し、多くの発達障がいや心の病からくる生きづらさを改善し評価されている。

## 来歴
幼少期より発達障がいの特性による生きづらさを抱え,場面緘黙症を経験。10代中頃より、統合失調症、情緒不安定性パーソナリティ障害、自律神経失調症、過換気症候群、リストカット依存、不登校、ひきこもり、醜形恐怖症、拒食過食症、不眠症、パニック症状、買い物依存、オーバードーズ依存、アルコール依存、煙草依存などの症状に悩み度重なる自殺未遂、精神科の入退院を繰り返す。
専門学校卒業後、アルコール依存症、買い物依存症になり同じように苦しむ人の力になりたいと決意し試行錯誤の末心の病の完治に至る。
2018年アッピーを起業。
起業を機に発達障がいADHD(注意欠如多動症)の診断を受ける。既婚 一児の母 発達障がい専門誌きらり。へ当事者エッセイを連載(2019年4月～12月)